# Розвилл (тауншип, округ Кандийохай, Миннесота)
Розвилл (англ. Roseville) — тауншип в округе Кандийохай, Миннесота, США. На 2000 год его население составило 570 человек.

## География
По данным Бюро переписи населения США площадь тауншипа составляет 91,7 км², из которых 90,6 км² занимает суша, а 1,1 км² — вода (1,24 %).

## Демография
По данным переписи населения 2000 года здесь находились 570 человек, 208 домохозяйств и 159 семей.  Плотность населения —  6,3 чел./км².  На территории тауншипа расположено 259 построек со средней плотностью 2,9 построек на один квадратный километр. Расовый состав населения: 99,12 % белых, 0,35 % коренных американцев, 0,53 % — других рас США. Испанцы или латиноамериканцы любой расы составляли 0,88 % от популяции тауншипа.
Из 208 домохозяйств в 39,4 % воспитывались дети до 18 лет, в 66,8 % проживали супружеские пары, в 5,3 % проживали незамужние женщины и в 23,1 % домохозяйств проживали несемейные люди. 22,6 % домохозяйств состояли из одного человека, при том 8,7 % из — одиноких пожилых людей старше 65 лет. Средний размер домохозяйства — 2,74, а семьи — 3,23 человека.
32,3 % населения — младше 18 лет, 7,2 % — в возрасте от 18 до 24 лет, 28,6 % — от 25 до 44, 22,3 % — от 45 до 64, и 9,6 % — старше 65 лет. Средний возраст — 35 лет. На каждые 100 женщин приходилось 104,3 мужчин.  На каждые 100 женщин старше 18 приходилось 104,2 мужчин.
Средний годовой доход домохозяйства составлял 35 962 доллара, а средний годовой доход семьи —  39 306 долларов. Средний доход мужчин —  28 875  долларов, в то время как у женщин — 21 023. Доход на душу населения составил 14 404 доллара. За чертой бедности находились 12,1 % семей и 11,8 % всего населения тауншипа, из которых 11,9 % младше 18 и 17,9 % старше 65 лет.